# 石垣茂光
石垣 茂光（いしがき しげみつ、1956年 - ）は、日本の法学者。専門は民法。研究課題は、相殺制度に関する研究。東北学院大学法学部教授。博士（法学）（獨協大学・論文博士・2000年）。指導教授は平井一雄。

## 略歴
- 1979年　獨協大学法学部卒業
- 1981年　獨協大学大学院法学研究科博士前期課程修了・法学修士
- 1997年　旭川大学経済学部助教授
- 2000年　獨協大学より博士（法学）の学位を受く（学位論文「相殺の研究 -担保的機能論を契機として-」）。論文の指導教官は現中京大学法科大学院客員教授の平井一雄。
- 2003年　旭川大学経済学部教授
- 2004年　東北学院大学大学院（法科大学院）教授
- 2015年　東北学院大学法科大学院廃止に伴い同法学部教授

## 著作
- 『民法III』（共著・青林書院、2002年）ISBN 4-417-01303-9